# Изящный древолаз
Изящный древолаз (лат. Oophaga histrionica) — вид древолазов рода Oophaga, выделенного в 2011 году из рода Dendrobates.

## Описание
Кожа гладкая. Цвет различается у разных особей, в большинстве вариаций — красные, оранжевые или жёлтые пятна на чёрном или коричневом фоне. Самцы, как правило, того же размера или крупнее, чем самки.

## Распространение
Вид распространён в низинных тропических лесах Колумбии и Эквадора на высоте до 300 м, но также встречается на высоте до 1100 м.

## Размножение
Самцы привлекают самок брачными криками, находясь на высоте до метра от земли. Ритуал ухаживания сложный, продолжительностью 2—3 часа. Самки относят головастиков в микроводоёмы в пазухах листьев. Также зафиксировано уничтожение самками кладок других самок.